# Finsbury Park (stanice metra v Londýně)
Finsbury Park je stanice londýnského metra. Nachází se v londýnském obvodu Islington a spadá do tarifní zóny 2. Železniční stanice v těchto místech byla otevřena již v roce 1861.[zdroj?] Metro sem začalo jezdit 15. prosince 1906, kdy byla otevřena tehdejší Great Northern, Piccadilly and Brompton Railway (později Piccadilly Line).
Stanice se nachází na linkách:
- Piccadilly Line (mezi stanicemi Manor House a Arsenal)
- Victoria Line (mezi stanicemi Seven Sisters a Highbury & Islington).
- National Rail

## Využití stanice
Finsbury Park patří mezi nejrušnější stanice mimo samotné centrum Londýna. V roce 2018 stanici celkem využilo více než 30 milionů cestujících.
| Rok  | Počet cestujících |
| ---- | ----------------- |
| 2019 | 20,21 mil.        |
| 2020 | 9,44 mil.         |
| 2021 | 11,56 mil.        |
| 2022 | 15,86 mil.        |
| 2023 | 18,15 mil.        |
| 2024 | 19,08 mil.        |